# Lionel Scaloni
Lionel Sebastián Scaloni, född 16 maj 1978, är en argentinsk före detta professionell fotbollsspelare och sedermera tränare. Han är numera förbundskapten för det argentinska herrlandslaget. Hans största framgång som tränare är Argentinas VM-guld 2022.

## Meriter

### Som spelare
Deportivo
- La Liga: 1999/2000[1]
- Copa del Rey: 2001/2002[1]
- Supercopa de España: 2002[2]

Argentina
- U20-VM: 1997[1]

### Som tränare
Argentina
- Världsmästerskapet: 2022
- Copa América: 2021[3]
- CONMEBOL–UEFA Cup of Champions: 2022[4]